# Зимни олимпийски игри 2010
Двадесет и първите зимни олимпийски игри се провеждат във Ванкувър, Канада от 12 до 28 февруари 2010 г. Игрите се завръщат в Северна Америка осем години след Олимпиадата в Солт Лейк Сити. Бюджетът им надхвърля 6 млрд. долара.
Олимпиадата през 2010 г. е третата, която е организирана в Канада, и първата в провинцията Британска Колумбия. В олимпийската столица Ванкувър се провеждат състезанията по хокей на лед, шорттрек, фигурно пързаляне и кърлинг. Близо до Ванкувър – в Ричмънд, се провеждат състезанията по бързо пързаляне с кънки, а на 30 km от Ванкувър, в Западен Ванкувър, се провеждат състезанията по ски свободен стил. Всички останали състезания се провеждат в Уислър.
Олимпийският огън е запален на 29 октомври 2009 г. в Олимпия, Гърция, и обикаля 106 дни Канада, преди да стигне до церемонията по откриването на игрите. На Олимпиадата във Ванкувър дебютират Гана, Кайманските острови, Колумбия, Пакистан и Перу. На 12 февруари, в деня на откриването на игрите, грузинският състезател по спортни шейни Нодар Кумариташвили пада тежко по време на тренировка и умира.

## Церемонии

### Церемония по откриването
Откриването на игрите се провежда на 12 февруари 2010 г. и представлява тричасова церемония, проведена на закрития стадион „Бритиш Кълъмбия Плейс“. Церемонията започва със скок на канадски сноубордист през един от олимпийските кръгове. Представлението продължава с фолклорни танци, изпълнени от четирите индиански племена, на чиято територия се провеждат игрите. Следват изпълнение на канадския химн от Ники Ленофски и парад на участниците. По традиция първата страна, която излиза на стадиона, е родината на олимпийските игри – Гърция, а последна е страната домакин – Канада. Грузинската делегация излиза с черни ленти в знак на траур и напуска церемонията веднага след парада на нациите и преди последвалата минута мълчание в памет на починалия Кумариташвили. В програмата са включени песен на Брайън Адамс и Нели Фуртадо, речи на председателя на Организационния комитет, както и на президента на Международния олимпийски комитет Жак Рох. От името на състезателите и съдиите са произнесени клетви за честна игра. Генерал-губернаторът на Канада Мишел Жан дава началото на игрите. Сред участниците в щафетата с олимпийския огън са Арнолд Шварценегер, Себастиан Коу и бащата на Уейн Грецки. Огънят е внесен на стадиона от параолимпийския шампион Рик Хенсън, а легендарният канадски хокеист Уейн Грецки, заедно с баскетболиста Стив Неш, кънкьорката Катрьоне Лимей Доан и легендарната канадска скиорка Нанси Грийн го запалват. По този начин за първи път олимпийският огън е запален от повече от един човек. .
На церемонията присъстват около 60 000 зрители и е наблюдавана от около три милиарда зрители. 
Провеждането на церемонията струва 40 милиона долара, което е рекорд за дотогава проведените олимпийски игри и втора най-скъпа церемония след тази на откриването на игрите в Пекин през 2008 година. 

### Церемония по закриването
Церемонията по закриването се провежда на 28 февруари, отново на закрития стадион „Бритиш Кълъмбия Плейс“. Публиката наброява 60 000 зрители. Наблюдавана е от милиарди по телевизията и интернет. В церемонията участват Нийл Йънг, Майкъл Джей Фокс, Аврил Лавин и Аланис Морисет. В официалната част са включени речи от президента на МОК и председателя на организационния комитет, както и предаване на олимпийското знаме на кмета на Сочи, където ще се проведат следващите зимни олимпийски игри. 
Жак Рох напомня за починалия грузински състезател Нодар Кумариташвили и изказва благодарност към спортистите за спортсменското поведение и към доброволците и организаторите за „изключителната работа“. 
Българското знаме е носено от най-добре представителата се българска състезателка – Евгения Раданова. 

## Спортове
На Олимпиадата се провеждат състезания в 15 спорта, които са под егидата на седем федерации. Това са федерациите по биатлон, бобслей и тобоган, кърлинг, ски, спортни шейни, пързаляне с кънки и хокей на лед.
Препратките в таблицата водят към страницата за съответния спорт на Олимпиадата във Ванкувър.
| спорт                   | брой състезания | за мъже | за жени |
| ----------------------- | --------------- | ------- | ------- |
| Биатлон                 | 10              | 5       | 5       |
| Бобслей                 | 3               | 2       | 1       |
| Бързо пързаляне с кънки | 12              | 6       | 6       |
| Кърлинг                 | 2               | 1       | 1       |
| Северна комбинация      | 3               | 3       | 0       |
| Скелетон                | 2               | 1       | 1       |
| Ски алпийски дисциплини | 10              | 5       | 5       |
| Ски бягане              | 12              | 6       | 6       |
| Ски свободен стил       | 6               | 3       | 3       |
| Ски скокове             | 3               | 3       | 0       |
| Сноуборд                | 6               | 3       | 3       |
| Спортни шейни           | 3               | 2       | 1       |
| Фигурно пързаляне*      | 4               | 1       | 1       |
| Хокей на лед            | 2               | 1       | 1       |
| Шорттрек                | 8               | 4       | 4       |

* Във фигурното пързаляне се провеждат две състезания по двойки

## Участие на България
На Олимпиадата участват 19 български състезатели, в шест спорта. Българското знаме е носено от сноубордистката Александра Жекова на откриването и от състезателката по шорттрек Евгения Раданова на закриването. 
България не печели медал от игрите, като най-доброто класиране е седмото място на Евгения Раданова в шорттрека на 1500 м.
| Биатлон                                                                                      | Ски алпийски дисциплини                      | Ски бягане                                       | Сноуборд                      | Спортни шейни              | Шорттрек                                                                          |
| -------------------------------------------------------------------------------------------- | -------------------------------------------- | ------------------------------------------------ | ----------------------------- | -------------------------- | --------------------------------------------------------------------------------- |
| Владимир Илиев Красимир Анев Мартин Богданов Мирослав Кенанов Михаил Клечеров Нина Кленовска | Килиан Албрехт Стефан Георгиев Мария Киркова | Веселин Цинзов Антония Григорова Теодора Малчева | Александра Жекова Иван Ранчев | Петър Илиев Иван Папукчиев | Евгения Раданова Марина Георгиева-Николова Асен Пандов Щафети при мъжете и жените |

## Класиране по медали
Канада печели неофициалното класиране по медали с 14 златни медала. По този начин подобрява постижението на СССР от Олимпиадата в Инсбрук – 13 златни медала. С 37-те си медала САЩ подобряват рекорда за най-много спечелени медали от една страна в рамките на едни зимни олимпийски игри.
| „No“ | „Държава“   | ”Злато” | ”Сребро” | ”Бронз” | „Общо“ |
| 1    | Канада      | 14      | 7        | 5       | 26     |
| 2    | Германия    | 10      | 13       | 7       | 30     |
| 3    | САЩ         | 9       | 15       | 13      | 37     |
| 4    | Норвегия    | 9       | 8        | 6       | 23     |
| 5    | Южна Корея  | 6       | 6        | 2       | 14     |
| 6    | Швейцария   | 6       | 0        | 3       | 9      |
| 7    | Китай       | 5       | 2        | 4       | 11     |
| 7    | Швеция      | 5       | 2        | 4       | 11     |
| 9    | Австрия     | 4       | 6        | 6       | 16     |
| 10   | Нидерландия | 4       | 1        | 3       | 8      |

## Отзиви
Олимпиадата във Ванкувър е по-човечна от перфектната лятна Олимпиада в Пекин през 2008 г. Публиката във Ванкувър е вдъхновяваща и особено много харесва модерните зимни спортове като ските свободен стил. Турнирът по хокей на лед привлича огромен интерес поради популярността на спорта в Канада и участващите 141 състезатели от НХЛ.
Сред върховите моменти на Олимпиадата са бронзовият медал на ски бегачката Петра Майдич в спринта, в който тя участва с четири счупени ребра, полуфиналът на женското отборно преследване в бързото пързаляне с кънки, в който последната немска състезателка Ана Фризингер-Постма пресича финала паднала, но въпреки това отборът се класира за финала и го печели, първият златен медал за Канада на Александър Билодо в ските свободен стил и бронзовият медал на Аня Першон в алпийската комбинация, след като е паднала тежко в спускането на предишния ден.
Организаторите на игрите са критикувани за това, че са ограничили достъпа на състезатели, представящи държави, различни от Канада, до трасето за спортни шейни, поради което повечето от тях не са добре подготвени за трасето, което е най-бързото в света. Освен това са отправени критики поради отлагането на състезания поради липса на сняг и намаляване на капацитета на някои от трибуните поради дъжд.
Международната федерация по бобслей забранява на състезателите да говорят за улея в интервюта. Също трасетата за бързите дисциплини (спускане и супер-гигантски слалом) в алпийските ски са критикувани за трудността си, която ги прави опасна за състезателите. Водещите шведски скиори Аня Першон и Патрик Йербин падат по време на спускането на жените и супер-гигантския слалом на мъжете. 
Има огромни задръствания и механически грешки, довели до връщането на 28 000 билета. 
Германската биатлонистка Магдалена Нойнер, носителка на два златни и един сребърен медал от Олимпиадата, критикува допинг-контрольорите за отношението към състезателите. 